# Patrick Jonker
Patrick Jonker (Amsterdam, 25 mei 1969) is een Australisch voormalig wielrenner. 
Jonker werd geboren in Nederland maar groeide op in Australië.

## Belangrijkste overwinningen
1991
- 7e etappe Milk Race

1993
- 8e etappe Milk Race

1996
- 6e etappe Geelong Bay Classic Series

1997
- Route du Sud

1998
- NK individuele tijdrit op de weg, elite

1999
- GP de Wallonie
- Dernycriterium Maastricht

2004
- Eindklassement Tour Down Under

## Resultaten in voornaamste wedstrijden
| Jaar | Ronde van Italië | Ronde van Frankrijk | Ronde van Spanje |
| ---- | ---------------- | ------------------- | ---------------- |
| 1994 |                  | opgave              |                  |
| 1995 | 44e              |                     |                  |
| 1996 |                  | 12e                 |                  |
| 1997 |                  | 62e                 | 73e              |
| 1998 |                  | 34e                 |                  |
| 1999 |                  | 97e                 |                  |
| 2000 |                  |                     |                  |
| 2001 |                  |                     |                  |

| Jaar | Amstel Gold Race | Luik-Bast.‑Luik | Ronde van Lombardije | Bretagne Classic |  | WK op de weg |
| ---- | ---------------- | --------------- | -------------------- | ---------------- |  | ------------ |
| 1994 |                  |                 | 58e                  |                  |  |              |
| 1995 | 32e              | 43e             |                      |                  |  |              |
| 1996 |                  | 33e             |                      |                  |  |              |
| 1997 | 74e              | 46e             |                      |                  |  |              |
| 1998 |                  | 69e             |                      |                  |  |              |
| 1999 |                  |                 |                      |                  |  |              |
| 2000 | 13e              | 84e             |                      |                  |  |              |
| 2001 |                  |                 |                      | ↑                |  | opgave       |

## Ploegen
- 1992-Varta-Elk-Nö (stagiair)
- 1993-Novemail-Histor (stagiair)
- 1994-Novemail-Histor
- 1995-O.N.C.E.
- 1996-O.N.C.E.
- 1997-Rabobank
- 1998-Rabobank
- 1999-Rabobank
- 2000-US Postal Service
- 2001-BigMat-Auber '93
- 2002-BigMat-Auber '93
- 2003-Van Hemert Groep Cycling

Wielerploegen van Patrick Jonker
Bouwmans ·
Cornillet ·
Jekimov ·
Laurent ·
Le Clerc ·
Mottet ·
Nelissen ·
Neljoebin ·
Nulens ·
Pensec ·
Planckaert ·
Sergeant ·
Talmant · 
Verhoeven ·
Wüst ·
Zjdanov ·
Jonker (stagiair) ·
Vasseur (stagiair)
Bouwmans ·
Cornillet ·
De Wael ·
De Wolf (tot 30/06) ·
Jonker ·
Laurent ·
Louviot ·
Mottet ·
Nelissen ·
Nulens ·
Pensec ·
Planckaert ·
Schurer ·
Sergeant ·
Talmant · 
Vasseur ·
Verhoeven ·
de Vries ·
Wüst ·

van der Steen (stagiair) ·
Thebes (stagiair) 
Barrigón ·
Breukink ·
Bruyneel ·
H. Díaz ·
P. Díaz ·
R. Díaz ·
Díaz de Otazu ·
Etxebarria ·
F. J. García ·
M. García ·
Hernández ·
Jalabert · 
Jonker ·
Leanizbarrutia ·
Llaneras ·
Mauri ·
Pérez ·
Rincón ·
Rojas ·
Sierra ·
Stephens ·
Zülle ·
Cañada (stagiair) ·
Otxoa (stagiair) ·
Rebollo (stagiair) ·
Vicioso (stagiair) 
Barrigón ·
Cañada ·
Cuesta ·
H. Díaz ·
R. Díaz ·
Díaz de Otazu ·
Etxebarria ·
F. J. García ·
M. García ·
Garmendia ·
Jalabert · 
Jonker ·
Leanizbarrutia ·
Mauri ·
Morras ·
Otxoa ·
Pérez ·
Rincón ·
Rojas ·
Sierra ·
Stephens ·
Zarrabeitia ·
Zülle  
Blaudzun ·
van Bon ·
Boogerd ·
Boven ·
Breukink ·
Bruyneel ·
Dekker ·
Groenendaal ·
van Heeswijk ·
Jonasson ·
Jonker ·
Koerts ·
Luppes ·
Luttenberger ·
McEwen ·
Moerenhout · 
Nelissen ·
Piziks ·
van der Poel ·
Sørensen ·
Vierhouten ·
Hiemstra (stagiair) ·
Lotz (stagiair) 
den Bakker ·
van Bon ·
Boogerd ·
Boven ·
Bruinsma ·
Dekker ·
Groenendaal ·
van Heeswijk ·
Hiemstra · 
Jonasson ·
Jonker ·
Koerts ·
Kroon ·
Lotz ·
Luttenberger ·
McEwen ·
Moerenhout · 
Nys ·
van der Poel ·
Sørensen ·
Vierhouten ·
Wauters ·
B. Zberg ·
M. Zberg ·
de Groot (stagiair) ·
Pronk (stagiair) ·
Vlijm (stagiair)
Aebersold ·
den Bakker ·
van Bon ·
Boogerd ·
Boven ·
Dekker ·
Groenendaal ·
de Groot ·
Hiemstra · 
Jonker ·
Kroon ·
Lotz ·
McEwen ·
Moerenhout · 
Nys ·
van der Poel ·
Pronk ·
Sørensen ·
Vierhouten ·
Wauters ·
B. Zberg ·
M. Zberg ·
Vlijm (stagiair) 
Andreu ·
Armstrong ·
Burrow · 
Casey ·
Dean ·
George ·
Hamilton · 
Hincapie ·
Jekimov   · 
Jemison · 
Joachim ·
Jonker · 
Kjærgaard ·
Labbe ·
Leipheimer · 
Livingston ·
O'Bee ·
Vande Velde ·
Vasseur ·
Vermaut